# Campionati europei di sollevamento pesi 2025
I Campionati europei di sollevamento pesi 2025, 105ª edizione maschile e 37ª femminile della manifestazione, si sono svolti dal 13 al 21 aprile 2025 a Chișinău, in Moldavia, alla Chișinău Arena.
In base alle variazioni avvenute nel corso del suo svolgimento, l'edizione è conteggiata come:
- l'83ª effettivamente organizzata;
- la 103ª secondo la numerazione della EWF;
- la 105ª secondo la numerazione della IWF.

## Scelta della sede
La Federazione europea di sollevamento pesi (EWF) scelse la Moldavia per ospitare i Campionati europei di sollevamento pesi del 2025 durante il suo congresso il 17 febbraio 2024. È la prima volta che la Moldavia organizza la massima rassegna continentale, dopo i campionati europei giovanili del 2023. Ma questa scelta suscitò alcune polemiche a causa di controversie sui conflitti di interessi e su come è stata presa la decisione di selezionare l'ospite.
La candidatura della Moldavia è stata presentata senza il voto del Congresso, il che va contro le regole della EWF. Il presidente dell'EWF Antonio Conflitti, che guida anche la Federazione di sollevamento pesi della Moldavia, è sotto sorveglianza per il suo doppio ruolo, sollevando preoccupazioni sulla neutralità.
D'altro canto, la candidatura georgiana, guidata dai campioni olimpici Kakhi Kakhiashvili, George Asanidze e Lasha T'alakhadze, proponeva alcune offerte piuttosto interessanti, compreso un budget di due milioni di euro e prezzi ragionevoli per l'alloggio. La Georgia, inoltre, aveva già organizzato due edizioni dei campionati europei, nel 2015 a Tbilisi e nel 2019 a Batumi.
Il primo vicepresidente dell'EWF Maksim Agapitov ha criticato la decisione, sostenendo che era parziale a causa dell’influenza di Conflitti, soprattutto perché la Moldavia è politicamente instabile. La Federazione georgiana di sollevamento pesi ha sottolineato che è essenziale avere trasparenza nella scelta del paese ospitante e ha suggerito che tutte le offerte avrebbero dovuto essere aperte alla discussione al Congresso. Hanno anche menzionato l'intenzione di presentare una nuova offerta per i Campionati europei di sollevamento pesi del 2026. Poiché i dettagli della candidatura della Moldavia non sono ancora del tutto noti, le preoccupazioni sulla trasparenza del processo di selezione e sulla legittimità della decisione aleggiavano nell'aria.
Più tardi, il 25 ottobre 2024, durante la riunione del congresso, i diritti di ospitare i Campionati europei di sollevamento pesi del 2026 sono stati concessi alla Georgia, visto il rilancio delle offerte della Federazione georgiana.

## Titoli in palio
Per il sesto anno, vengono assegnati 20 titoli europei nel totale dell'esercizio (60 considerando anche le due specialità, lo strappo e lo slancio) in 10 categorie maschili e 10 femminili, sotto elencate.
Categorie maschili
| Categoria            | Eventi         | Atleti | Gruppi |
| -------------------- | -------------- | ------ | ------ |
| Pesi mosca           | Fino a 55 kg   | 13     | 2      |
| Pesi gallo           | Fino a 61 kg   | 11     | 2      |
| Pesi piuma           | Fino a 67 kg   | 10     | 1      |
| Pesi leggeri         | Fino a 73 kg   | 11     | 1      |
| Pesi medi            | Fino a 81 kg   | 18     | 2      |
| Pesi massimi leggeri | Fino a 89 kg   | 15     | 2      |
| Pesi mediomassimi    | Fino a 96 kg   | 19     | 2      |
| Pesi massimi primi   | Fino a 102 kg  | 17     | 2      |
| Pesi massimi         | Fino a 109 kg  | 18     | 2      |
| Pesi supermassimi    | Oltre i 109 kg | 16     | 2      |

Categorie femminili
| Categoria            | Eventi          | Atlete | Gruppi |
| -------------------- | --------------- | ------ | ------ |
| Pesi mosca           | Fino a 45 kg    | 9      | 1      |
| Pesi gallo           | Fino a 49 kg    | 14     | 2      |
| Pesi piuma           | Fino a 55 kg    | 20     | 2      |
| Pesi leggeri         | Fino a 59 kg    | 22     | 2      |
| Pesi medi            | Fino a 64 kg    | 31     | 3      |
| Pesi massimi leggeri | Fino a 71 kg    | 25     | 3      |
| Pesi mediomassimi    | Fino a 76 kg    | 24     | 2      |
| Pesi massimi primi   | Fino a 81 kg    | 17     | 2      |
| Pesi massimi         | Fino a 87 kg    | 13     | 2      |
| Pesi supermassimi    | Oltre gli 87 kg | 10     | 1      |

## Calendario eventi
Il 27 gennaio 2025 viene diffuso il calendario dei titoli da assegnare nelle nove giornate di gare.
| Giorno→ Categoria ↓ | Do 13 | Lu 14 | Ma 15 | Me 16 | Gi 17 | Ve 18 | Sa 19 | Do 20 | Lu 21 |
| ------------------- | ----- | ----- | ----- | ----- | ----- | ----- | ----- | ----- | ----- |
| 55 kg               |       | ●     |       |       |       |       |       |       |       |
| 61 kg               |       | ●     |       |       |       |       |       |       |       |
| 67 kg               |       |       | ●     |       |       |       |       |       |       |
| 73 kg               |       |       |       | ●     |       |       |       |       |       |
| 81 kg               |       |       |       |       | ●     |       |       |       |       |
| 89 kg               |       |       |       |       |       | ●     |       |       |       |
| 96 kg               |       |       |       |       |       |       | ●     |       |       |
| 102 kg              |       |       |       |       |       |       |       | ●     |       |
| 109 kg              |       |       |       |       |       |       |       | ●     |       |
| +109 kg             |       |       |       |       |       |       |       |       | ●     |

| Giorno→ Categoria ↓ | Do 13 | Lu 14 | Ma 15 | Me 16 | Gi 17 | Ve 18 | Sa 19 | Do 20 | Lu 21 |
| ------------------- | ----- | ----- | ----- | ----- | ----- | ----- | ----- | ----- | ----- |
| 45 kg               | ●     |       |       |       |       |       |       |       |       |
| 49 kg               | ●     |       |       |       |       |       |       |       |       |
| 55 kg               |       | ●     |       |       |       |       |       |       |       |
| 59 kg               |       |       | ●     |       |       |       |       |       |       |
| 64 kg               |       |       |       | ●     |       |       |       |       |       |
| 71 kg               |       |       |       |       | ●     |       |       |       |       |
| 76 kg               |       |       |       |       |       | ●     |       |       |       |
| 81 kg               |       |       |       |       |       |       | ●     |       |       |
| 87 kg               |       |       |       |       |       |       |       | ●     |       |
| +87 kg              |       |       |       |       |       |       |       |       | ●     |

## Nazioni partecipanti

### Iscritte
Il 13 febbraio 2025 viene diffusa la lista preliminare degli atleti iscritti ai campionati, che sono 514 (237 uomini e 277 donne, incluse le riserve) rappresentanti di 42 nazioni.
Come avvenuto nelle edizioni precedenti, per la riammissione, avvenuta il 28 marzo 2023, da parte del CIO degli atleti russi e bielorussi nelle gare individuali delle competizioni internazionali senza inno e sotto una bandiera neutrale, implementata dall'EWF, alcuni atleti bielorussi gareggiano con l'acronimo AIN ("Atleti Individuali Neutrali"). Nessun atleta russo ha accettato di partecipare da neutrale e nessuna bandiera è stata utilizzata per la delegazione, neppure quella dell'IWF. Diversamente dall'edizione precedente, non è presente la squadra dei sollevatori rifugiati (Weightlifting Refugees Team).
Nelle categorie maschili, gli atleti iscritti ai campionati sono 237 rappresentanti di 40 nazioni; nelle categorie femminili, le atlete iscritte sono 277 rappresentanti di 39 nazioni. Nel prospetto seguente, la prima cifra si riferisce agli iscritti nelle categorie maschili, la seconda cifra si riferisce alle iscritte nelle categorie femminili.
- Albania  (8+0)
- Armenia  (12+13)
- Atleti Individuali Neutrali (7+8)
- Austria  (4+3)
- Azerbaigian  (4+0)
- Belgio  (2+11)
- Bosnia ed Erzegovina  (4+1)
- Bulgaria  (13+12)
- Cipro  (1+1)
- Croazia  (5+4)
- Danimarca  (5+14)
- Estonia  (2+0)
- Finlandia  (7+18)
- Francia  (4+5)
- Georgia  (18+5)
- Germania  (3+6)
- Grecia  (6+8)
- Irlanda  (3+7)
- Islanda  (2+5)
- Israele  (2+5)
- Italia  (7+7)
- Lettonia  (4+1)
- Lituania  (7+3)
- Lussemburgo  (0+1)
- Malta  (1+3)
- Moldavia  (16+12)
- Norvegia  (2+10)
- Paesi Bassi  (2+4)
- Polonia  (11+13)
- Portogallo  (0+5)
- Regno Unito  (1+10)
- Rep. Ceca  (8+7)
- Romania  (9+7)
- Serbia  (1+2)
- Slovacchia  (4+3)
- Slovenia  (4+2)
- Spagna  (13+18)
- Svezia  (1+3)
- Svizzera  (2+3)
- Turchia  (16+14)
- Ucraina  (14+16)
- Ungheria  (2+7)

### Effettive
Il 13 marzo 2025 viene diffusa la lista finale delle nazioni e degli atleti partecipanti ai campionati, che sono 369 (167 uomini e 202 donne, incluse le riserve), rappresentanti di 41 nazioni. Rispetto alle iscrizioni, si ritira Malta.
Nelle categorie maschili, gli atleti partecipanti ai campionati sono 167 rappresentanti di 38 nazioni; nelle categorie femminili, le atlete partecipanti sono 202 rappresentanti di 38 nazioni. Nel prospetto seguente, la prima cifra si riferisce ai partecipanti nelle categorie maschili, la seconda cifra si riferisce alle partecipanti nelle categorie femminili.
- Albania  (4+0)
- Armenia  (11+10)
- Atleti Individuali Neutrali (9+10)
- Austria  (2+3)
- Azerbaigian  (3+0)
- Belgio  (2+10)
- Bosnia ed Erzegovina  (2+1)
- Bulgaria  (12+11)
- Cipro  (1+1)
- Croazia  (3+3)
- Danimarca  (3+10)
- Estonia  (2+0)
- Finlandia  (5+9)
- Francia  (1+4)
- Georgia  (12+2)
- Germania  (3+3)
- Grecia  (3+4)
- Irlanda  (3+6)
- Islanda  (2+4)
- Israele  (2+3)
- Italia  (3+7)
- Lettonia  (3+1)
- Lituania  (2+2)
- Lussemburgo  (0+1)
- Moldavia  (12+12)
- Norvegia  (1+5)
- Paesi Bassi  (1+3)
- Polonia  (11+7)
- Portogallo  (0+3)
- Regno Unito  (1+10)
- Rep. Ceca  (5+6)
- Romania  (8+7)
- Serbia  (1+2)
- Slovacchia  (4+3)
- Slovenia  (2+1)
- Spagna  (4+8)
- Svezia  (1+3)
- Svizzera  (2+3)
- Turchia  (12+12)
- Ucraina  (9+8)
- Ungheria  (0+4)

### Definitive
Nella lista resa definitiva il 3 aprile 2025, i partecipanti sono 333 (148 uomini e 185 donne, escluse le riserve), rappresentanti di 42 nazioni.
- Albania  (16)
- Armenia  (20)
- Atleti Individuali Neutrali (16)
- Austria  (5)
- Azerbaigian  (1)
- Belgio  (11)
- Bosnia ed Erzegovina  (3)
- Bulgaria  (12)
- Cipro  (2)
- Croazia  (6)
- Danimarca  (12)
- Estonia  (2)
- Finlandia  (14)
- Francia  (5)
- Georgia  (11)
- Germania  (6)
- Grecia  (5)
- Irlanda  (9)
- Islanda  (6)
- Israele  (5)
- Italia  (10)
- Lettonia  (4)
- Lituania  (4)
- Lussemburgo  (1)
- Moldavia  (20)
- Norvegia  (6)
- Paesi Bassi  (4)
- Polonia  (15)
- Portogallo  (3)
- Regno Unito  (11)
- Rep. Ceca  (11)
- Romania  (15)
- Serbia  (3)
- Slovacchia  (7)
- Slovenia  (3)
- Spagna  (12)
- Svezia  (4)
- Svizzera  (3)
- Turchia  (20)
- Ucraina  (17)
- Ungheria  (4)
- EWF Refugee Team (WRT)  (1)

## Risultati
Sono stati stabiliti due record mondiali e due record europei senior: uno nel totale dell'esercizio, tre nelle singole specialità. Inoltre sono stati stabiliti un record europeo under 23 nel totale dell'esercizio e un record europeo under 20 nella singola specialità, tutti nelle categorie maschili. Nelle categorie femminili sono stati stabiliti due record europei under 20 nei pesi mosca, uno nel totale dell'esercizio e uno nella singola specialità.

### Categorie maschili
| Evento                                  | Oro                           | Oro                           | Argento                       | Argento                       | Bronzo                        | Bronzo                        |
| Pesi mosca — 55 kg (Dettagli)           | Pesi mosca — 55 kg (Dettagli) | Pesi mosca — 55 kg (Dettagli) | Pesi mosca — 55 kg (Dettagli) | Pesi mosca — 55 kg (Dettagli) | Pesi mosca — 55 kg (Dettagli) | Pesi mosca — 55 kg (Dettagli) |
| --------------------------------------- | ----------------------------- | ----------------------------- | ----------------------------- | ----------------------------- | ----------------------------- | ----------------------------- |
| Strappo                                 | Harun Algül                   | 112 kg                        | Marian-Cristian Luca          | 110 kg                        | Danu Secrieru                 | 110 kg                        |
| Slancio                                 | Angel Rusev                   | 141 kg                        | Danu Secrieru                 | 135 kg                        | Ramini Shamilishvili          | 134 kg                        |
| Totale                                  | Angel Rusev                   | 246 kg                        | Danu Secrieru                 | 245 kg                        | Ramini Shamilishvili          | 243 kg                        |
| Pesi gallo — 61 kg (Dettagli)           |                               |                               |                               |                               |                               |                               |
| Strappo                                 | Ivan Dimov                    | 135 kg                        | Garnik Cholakyan              | 124 kg                        | Goderdzi Berdelidze           | 123 kg                        |
| Slancio                                 | Ivan Dimov                    | 154 kg                        | Goderdzi Berdelidze           | 153 kg                        | Ion Badanev                   | 152 kg                        |
| Totale                                  | Ivan Dimov                    | 289 kg                        | Goderdzi Berdelidze           | 276 kg                        | Garnik Cholakyan              | 275 kg                        |
| Pesi piuma — 67 kg (Dettagli)           |                               |                               |                               |                               |                               |                               |
| Strappo                                 | Kaan Kahriman                 | 146 kg                        | Ferdi Hardal                  | 140 kg                        | Isa Rustamov                  | 138 kg                        |
| Slancio                                 | Isa Rustamov                  | 170 kg                        | Kaan Kahriman                 | 170 kg                        | Ferdi Hardal                  | 165 kg                        |
| Totale                                  | Kaan Kahriman                 | 316 kg                        | Isa Rustamov                  | 308 kg                        | Ferdi Hardal                  | 305 kg                        |
| Pesi leggeri — 73 kg (Dettagli)         |                               |                               |                               |                               |                               |                               |
| Strappo                                 | Roberto Guțu                  | 155 kg                        | Yusuf Fehmi Genç              | 154 kg                        | Gor Sahakyan                  | 153 kg                        |
| Slancio                                 | Yusuf Fehmi Genç              | 194 kg                        | Muhammed Furkan Özbek         | 192 kg                        | Gor Sahakyan                  | 185 kg                        |
| Totale                                  | Yusuf Fehmi Genç              | 348 kg                        | Gor Sahakyan                  | 338 kg                        | Roberto Guțu                  | 335 kg                        |
| Pesi medi — 81 kg (Dettagli)            |                               |                               |                               |                               |                               |                               |
| Strappo                                 | Oscar Reyes                   | 159 kg                        | Rafik Harutyunyan             | 158 kg                        | Andrei Fralou                 | 153 kg                        |
| Slancio                                 | Oscar Reyes                   | 190 kg                        | Dmytro Kondratiuk             | 187 kg                        | Kristi Ramadani               | 186 kg                        |
| Totale                                  | Oscar Reyes                   | 349 kg                        | Rafik Harutyunyan             | 343 kg                        | Kristi Ramadani               | 337 kg                        |
| Pesi massimi leggeri — 89 kg (Dettagli) |                               |                               |                               |                               |                               |                               |
| Strappo                                 | Marin Robu                    | 173 kg                        | Raphael Friedrich             | 171 kg                        | Lukas Müller                  | 159 kg                        |
| Slancio                                 | Raphael Friedrich             | 205 kg                        | Marin Robu                    | 202 kg                        | Lorenzo Tarquini              | 196 kg                        |
| Totale                                  | Raphael Friedrich             | 376 kg                        | Marin Robu                    | 375 kg                        | Lorenzo Tarquini              | 353 kg                        |
| Pesi mediomassimi — 96 kg (Dettagli)    |                               |                               |                               |                               |                               |                               |
| Strappo                                 | Karlos Nasar                  | 188 kg                        | Revaz Davitadze               | 174 kg                        | Davit Hovhannisyan            | 173 kg                        |
| Slancio                                 | Karlos Nasar                  | 229 kg                        | Revaz Davitadze               | 205 kg                        | Davit Hovhannisyan            | 203 kg                        |
| Totale                                  | Karlos Nasar                  | 417 kg                        | Revaz Davitadze               | 379 kg                        | Davit Hovhannisyan            | 376 kg                        |
| Pesi massimi primi — 102 kg (Dettagli)  |                               |                               |                               |                               |                               |                               |
| Strappo                                 | Jaŭhen Cichancoŭ              | 181 kg                        | Marcos Ruiz                   | 180 kg                        | Tudor Bratu                   | 176 kg                        |
| Slancio                                 | Jaŭhen Cichancoŭ              | 218 kg                        | Marcos Ruiz                   | 217 kg                        | Tudor Bratu                   | 210 kg                        |
| Totale                                  | Jaŭhen Cichancoŭ              | 399 kg                        | Marcos Ruiz                   | 397 kg                        | Tudor Bratu                   | 386 kg                        |
| Pesi massimi — 109 kg (Dettagli)        |                               |                               |                               |                               |                               |                               |
| Strappo                                 | Garik Karapetyan              | 185 kg                        | Simon Martirosyan             | 181 kg                        | Luis Lauret                   | 180 kg                        |
| Slancio                                 | Garik Karapetyan              | 226 kg                        | Simon Martirosyan             | 225 kg                        | Khas Balaev                   | 215 kg                        |
| Totale                                  | Garik Karapetyan              | 411 kg                        | Simon Martirosyan             | 406 kg                        | Luis Lauret                   | 390 kg                        |
| Pesi supermassimi — +109 kg (Dettagli)  |                               |                               |                               |                               |                               |                               |
| Strappo                                 | Varazdat Lalayan              | 210 kg                        | Bohdan Hoza                   | 190 kg                        | Bakari Turmanidze             | 183 kg                        |
| Slancio                                 | Varazdat Lalayan              | 240 kg                        | Mart Seim                     | 235 kg                        | Vladyslav Prylypko            | 220 kg                        |
| Totale                                  | Varazdat Lalayan              | 450 kg                        | Mart Seim                     | 415 kg                        | Bohdan Hoza                   | 406 kg                        |

## Medagliere

### Grandi (totale)
Riferito al totale dell'esercizio.
| Posiz.              | Nazione                     | Oro | Argento | Bronzo | Totale |
| ------------------- | --------------------------- | --- | ------- | ------ | ------ |
| 1                   | Turchia                     | 3   | 1       | 2      | 6      |
| 2                   | Bulgaria                    | 3   | 0       | 0      | 3      |
| 3                   | Armenia                     | 2   | 6       | 2      | 10     |
| 4                   | Italia                      | 2   | 0       | 1      | 3      |
| 4                   | Romania                     | 2   | 0       | 1      | 3      |
| 6                   | Regno Unito                 | 2   | 0       | 0      | 2      |
| 7                   | Moldavia                    | 1   | 2       | 1      | 4      |
| 8                   | Germania                    | 1   | 1       | 1      | 3      |
| –                   | Atleti Individuali Neutrali | 1   | 1       | 1      | 3      |
| 9                   | Francia                     | 1   | 0       | 0      | 1      |
| 9                   | Islanda                     | 1   | 0       | 0      | 1      |
| 9                   | Norvegia                    | 1   | 0       | 0      | 1      |
| 12                  | Spagna                      | 0   | 3       | 0      | 3      |
| 13                  | Georgia                     | 0   | 2       | 1      | 3      |
| 14                  | Belgio                      | 0   | 2       | 0      | 2      |
| 15                  | Azerbaigian                 | 0   | 1       | 0      | 1      |
| 15                  | Estonia                     | 0   | 1       | 0      | 1      |
| 17                  | Ucraina                     | 0   | 0       | 5      | 5      |
| 18                  | Albania                     | 0   | 0       | 1      | 1      |
| 18                  | Israele                     | 0   | 0       | 1      | 1      |
| 18                  | Lettonia                    | 0   | 0       | 1      | 1      |
| 18                  | Polonia                     | 0   | 0       | 1      | 1      |
| 18                  | Serbia                      | 0   | 0       | 1      | 1      |
| Totale (22 nazioni) | Totale (22 nazioni)         | 20  | 20      | 20     | 60     |

### Grandi (totale) e Piccole (Strappo e Slancio)
Riferito al totale dell'esercizio e delle due specialità.
| Posiz.              | Nazione                     | Oro | Argento | Bronzo | Totale |
| ------------------- | --------------------------- | --- | ------- | ------ | ------ |
| 1                   | Bulgaria                    | 9   | 0       | 0      | 9      |
| 2                   | Turchia                     | 8   | 7       | 4      | 19     |
| 3                   | Armenia                     | 7   | 13      | 7      | 27     |
| 4                   | Italia                      | 5   | 0       | 3      | 8      |
| 4                   | Regno Unito                 | 5   | 0       | 3      | 8      |
| 6                   | Moldavia                    | 4   | 4       | 5      | 13     |
| 7                   | Romania                     | 4   | 3       | 4      | 11     |
| –                   | Atleti Individuali Neutrali | 4   | 2       | 5      | 11     |
| 8                   | Germania                    | 3   | 3       | 4      | 10     |
| 9                   | Norvegia                    | 3   | 0       | 0      | 3      |
| 10                  | Islanda                     | 2   | 1       | 0      | 3      |
| 11                  | Spagna                      | 1   | 7       | 2      | 10     |
| 12                  | Ucraina                     | 1   | 5       | 7      | 13     |
| 13                  | Belgio                      | 1   | 3       | 1      | 5      |
| 14                  | Francia                     | 1   | 3       | 0      | 4      |
| 15                  | Azerbaigian                 | 1   | 1       | 1      | 3      |
| 16                  | Finlandia                   | 1   | 0       | 0      | 1      |
| 17                  | Georgia                     | 0   | 5       | 4      | 9      |
| 18                  | Estonia                     | 0   | 2       | 0      | 2      |
| 19                  | Polonia                     | 0   | 1       | 2      | 3      |
| 20                  | Albania                     | 0   | 0       | 2      | 2      |
| 20                  | Lettonia                    | 0   | 0       | 2      | 2      |
| 20                  | Serbia                      | 0   | 0       | 2      | 2      |
| 23                  | Danimarca                   | 0   | 0       | 1      | 1      |
| 23                  | Israele                     | 0   | 0       | 1      | 1      |
| Totale (24 nazioni) | Totale (24 nazioni)         | 60  | 60      | 60     | 180    |

## Classifica a squadre

### Sistema di punteggio
Il sistema di punteggio è indicato dalla sommatoria dell'esercizio totale e delle due specialità in base allo schema adottato nel 1996:

### Categorie maschili
| Pos. | Squadra              | Punti |
| ---- | -------------------- | ----- |
| 1    | Armenia              | 652   |
| 2    | Georgia              | 648   |
| 3    | Turchia              | 571   |
| 4    | Moldavia             | 565   |
| 5    | Bulgaria             | 527   |
| 6    | Ucraina              | 527   |
| 7    | Romania              | 434   |
| 8    | Polonia              | 370   |
| 9    | Spagna               | 232   |
| 10   | Germania             | 219   |
| 11   | Rep. Ceca            | 210   |
| 12   | Albania              | 188   |
| 13   | Slovacchia           | 166   |
| 14   | Italia               | 151   |
| 15   | Finlandia            | 144   |
| 16   | Lettonia             | 130   |
| 17   | Estonia              | 124   |
| 18   | Irlanda              | 103   |
| 19   | Lituania             | 96    |
| 20   | Croazia              | 92    |
| 21   | Israele              | 90    |
| 22   | Belgio               | 88    |
| 23   | Grecia               | 83    |
| 24   | Azerbaigian          | 76    |
| 25   | Islanda              | 70    |
| 26   | Danimarca            | 63    |
| 27   | Cipro                | 59    |
| 28   | Norvegia             | 57    |
| 29   | Slovenia             | 57    |
| 30   | Serbia               | 50    |
| 31   | Austria              | 48    |
| 32   | Svizzera             | 48    |
| 33   | Regno Unito          | 47    |
| 34   | Bosnia ed Erzegovina | 43    |
| 35   | Francia              | 41    |
| 36   | Svezia               | 37    |

### Categorie femminili
| Pos. | Squadra              | Punti |
| ---- | -------------------- | ----- |
| 1    | Armenia              | 581   |
| 2    | Turchia              | 569   |
| 3    | Regno Unito          | 541   |
| 4    | Ucraina              | 514   |
| 5    | Moldavia             | 475   |
| 6    | Romania              | 420   |
| 7    | Spagna               | 389   |
| 8    | Finlandia            | 351   |
| 9    | Danimarca            | 313   |
| 10   | Belgio               | 283   |
| 11   | Italia               | 265   |
| 12   | Polonia              | 262   |
| 13   | Francia              | 231   |
| 14   | Norvegia             | 224   |
| 15   | Bulgaria             | 217   |
| 16   | Rep. Ceca            | 199   |
| 17   | Germania             | 172   |
| 18   | Islanda              | 169   |
| 19   | Grecia               | 147   |
| 20   | Ungheria             | 142   |
| 21   | Paesi Bassi          | 140   |
| 22   | Islanda              | 115   |
| 23   | Serbia               | 114   |
| 24   | Svezia               | 114   |
| 25   | Irlanda              | 111   |
| 26   | Lituania             | 103   |
| 27   | Slovacchia           | 90    |
| 28   | Portogallo           | 84    |
| 29   | Austria              | 80    |
| 30   | Lettonia             | 68    |
| 31   | Georgia              | 55    |
| 32   | Lussemburgo          | 46    |
| 33   | Svizzera             | 46    |
| 34   | Croazia              | 44    |
| 35   | Cipro                | 29    |
| 36   | Slovenia             | 0     |
| 37   | Bosnia ed Erzegovina | 0     |